# Chiascio
Le Chiascio ou Chiagio (en latin : Clasius), est un cours d'eau de la province de Pérouse de la région Ombrie en Italie et un affluent gauche du fleuve le Tibre.

## Description
Il prend sa source au mont Cucco (1 566 m) à 850 m d'altitude. Juste après sa source, il reçoit l'apport de divers ruisseaux et de petits cours d'eau (Scirca, Dorìa, Vercata, Saonda, Rasina). Près de Bastia Umbra il reçoit en rive gauche les eaux du Tescio. En pénétrant dans le territoire de la commune de Valfabbrica, ses eaux sont retenues par un barrage donnant forme à un lac artificiel. En aval du barrage le cours d'eau reprend son parcours et rejoint les territoires d'Assise près de la frazione de Pianello. À Passaggio une frazione de Bettona, ses eaux s'unissent à celles du Topino possédant une régularité de portée supérieure, et il se jette dans le Tibre à Torgiano.
Le débit minimal du Chiascio est d'environ 3 m3/s dû essentiellement aux eaux de la rivière Topino.

## Sources
- (it) Cet article est partiellement ou en totalité issu de l’article de Wikipédia en italien intitulé « Chiascio » (voir la liste des auteurs).